# Джунин-Кош

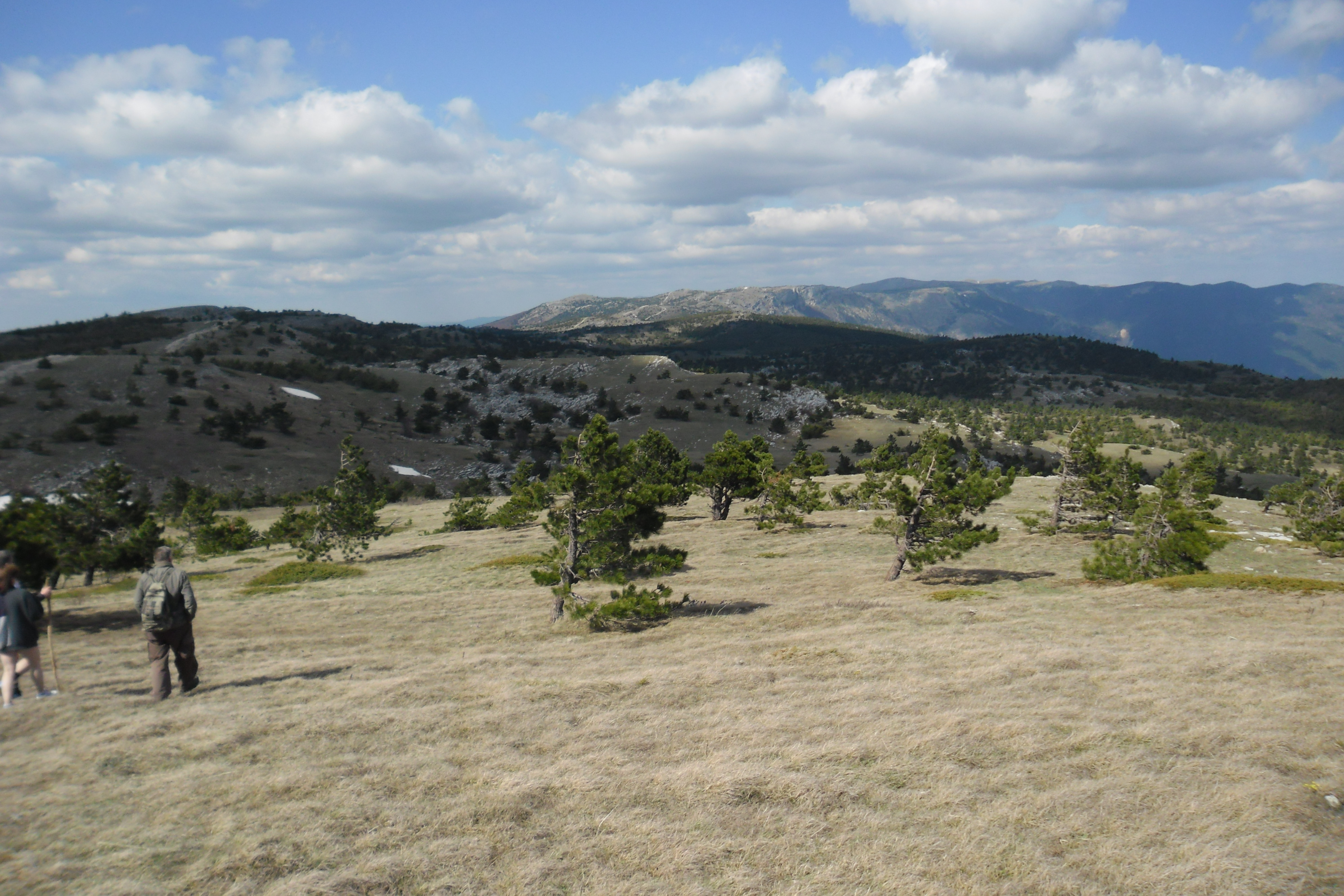
Ялтинська яйла — панорама на схід від Ставрікайської стежки.

Джунин-Кош — урочище, галявина і сусідня вершина (пагорб округлої форми), що знаходяться на виступі південної бровки Ялтинської яйли, на південь від гори Кемаль-Егерек. Найвища точка — 1410 м над р. м.
Назву пов'язують з киргизьким генонімом (родовим іменем) «джунь».
В урочищі розташовані руїни коша, нижче знаходиться однойменне джерело